# Claude Jean-Prost
Claude Jean-Prost (* 20. November 1936; † 8. Januar 2018) war ein französischer Skispringer.

## Werdegang
Jean-Prost gab sein internationales Debüt bei der Vierschanzentournee 1959/60. Nach Rang 25 auf der Schattenbergschanze in Oberstdorf und Rang 35 in Garmisch-Partenkirchen, erreichte er mit Rang 19 in Innsbruck auf der Bergiselschanze sein bestes Ergebnis. In der Gesamtwertung erreichte er mit 587,6 Punkten den 32. Platz.
Bei den folgenden Olympischen Winterspielen 1960 in Squaw Valley gelang ihm von der Normalschanze mit Sprüngen auf 84,5 und 75,5 Meter der 26. Platz.
Nach einem Jahr Pause startete Jean-Prost zu seiner zweiten und letzten Vierschanzentournee. Bei der Vierschanzentournee 1961/62 sprang er jedoch nur in Oberstdorf und kam dort nur auf den 50. Platz. In der Gesamtwertung erreichte er damit den 83. Platz.
Sein letztes internationales Turnier bestritt Jean-Prost mit dem Start bei der Nordischen Skiweltmeisterschaft 1962 in Zakopane. Von der Großschanze sprang er auf schwache 84,5 und 81 Meter und landete damit nur im hinteren Mittelfeld auf dem 51. Platz. Von der Normalschanze belegte er nach Landungen bei 63 und 62,5 Metern den 42. Platz.
Sein Sohn Nicolas war ebenfalls als Skispringer erfolgreich.

## Erfolge

### Vierschanzentournee-Platzierungen
| Saison  | Platz | Punkte |
| ------- | ----- | ------ |
| 1959/60 | 32.   | 587,6  |
| 1961/62 | 83.   | 184,5  |